# HD44903
HD44903 — хімічно пекулярна зоря спектрального класу
A5 й має видиму зоряну величину в смузі V приблизно  8,6.

## Пекулярний хімічний вміст
Зоряна атмосфера HD44903 має підвищений вміст 
Eu
.